# Ordre général No. 28

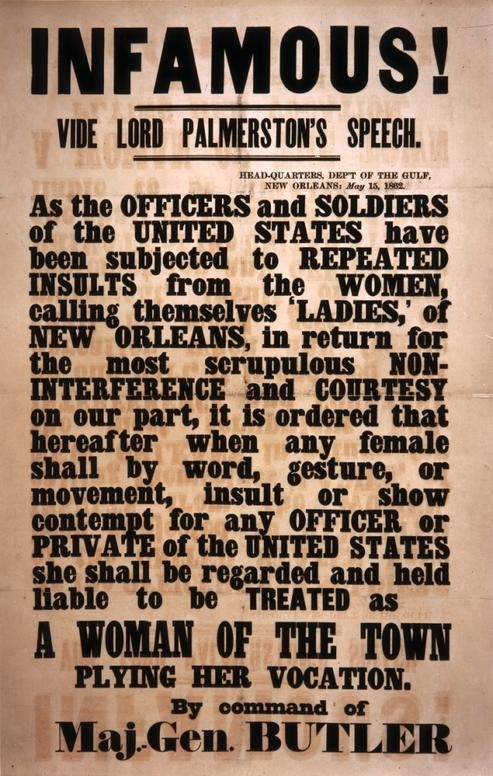
L'ordre

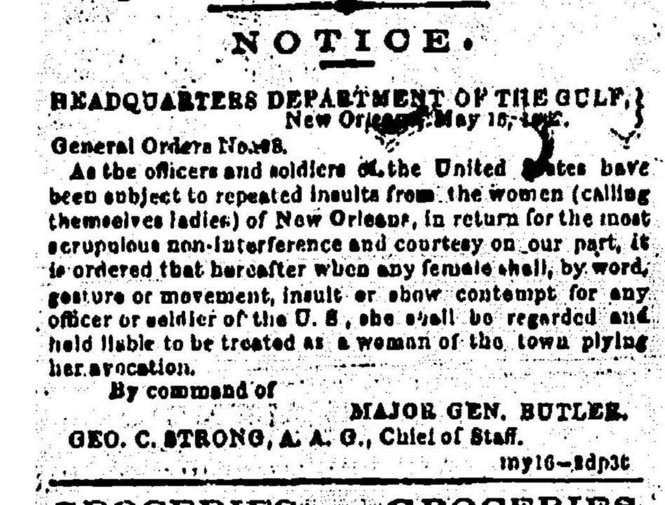
Ordre tel qu'il est publié dans le journal Daily Picayune de La Nouvelle-Orléans

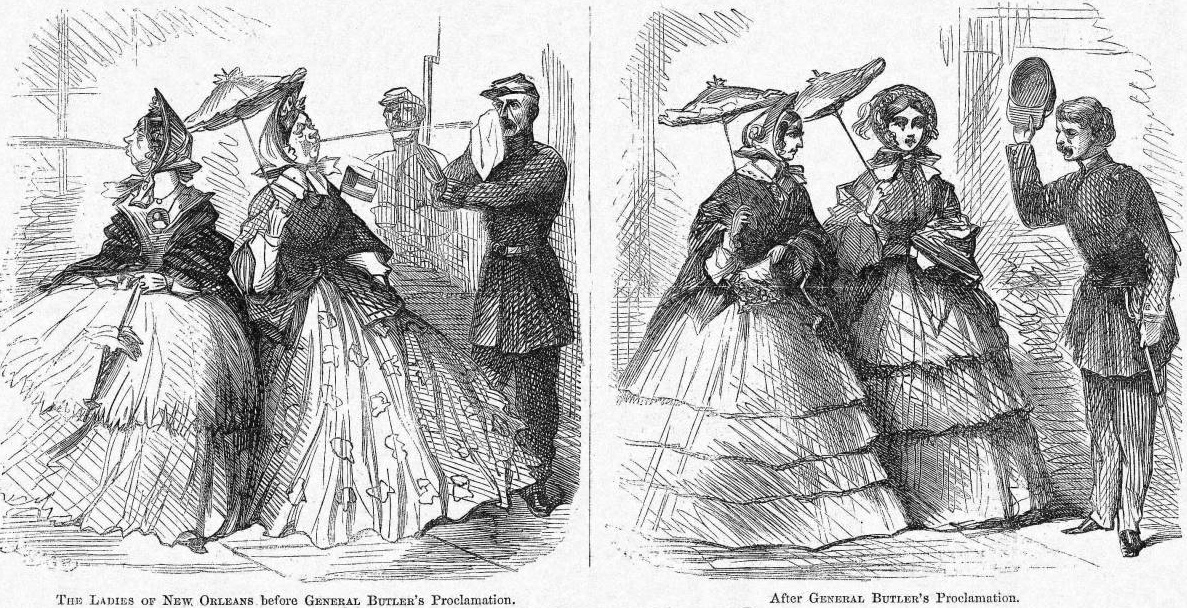
Le dessin animé du Harper's Weekly, 12 juillet 1862

L'ordre général n° 28 est un décret militaire du major général Benjamin Butler au cours de la guerre de Sécession. À la suite de la bataille de La Nouvelle-Orléans, Butler s'établit en tant que commandant militaire de cette ville le 1er mai 1862. De nombreux habitants de la ville sont fortement hostiles au gouvernement fédéral, et de nombreuses femmes, en particulier, expriment ce mépris par les insultes envers les troupes de l'Union.
En conséquence, le 15 mai, Butler émet un ordre à l'encontre de toute femme insultant ou manifestant du mépris pour tout officier ou soldat des États-Unis qui doit être « traitée comme une femme de la ville exerçant son activité professionnelle » - dans le sens de la sollicitation de la prostitution. L'ordre n'a aucune connotation sexuelle ; plutôt, il permettait aux soldats de ne pas traiter les femmes commettant de tels actes comme des dames. Si une femme frappe un soldat, par exemple, il pourrait le lui rendre. Connu comme l'« ordre de la femme », mais il est très controversé dans le pays et à l'étranger, car les femmes dans La Nouvelle-Orléans l'interprètent comme si Butler légalise le viol. L'aversion générale à propos de l'ordre n° 28 est telle que son portrait est imprimé dans le fond des pots de chambre et est une cause de retrait de Butler du commandement de La Nouvelle-Orléans le 16 décembre 1862.

## Texte de l'ordre
« HDQRS. DEPARTMENT OF THE GULF
La Nouvelle Orléans, 15 mai 1862.
Comme les officiers et les soldats des États-Unis ont été soumis à des insultes répétées de la part des femmes de La Nouvelle-Orléans (se qualifiant de dames) en échange de la non-ingérence la plus scrupuleuse et courtoisie de notre part, il est ordonné que lorsque toute femme qui par la parole, par le geste ou par le mouvement, insulte ou méprise tout officier ou soldat des États-Unis, elle soit considérée et tenue pour être traitée comme une femme de la ville qui exerce son métier.
Par ordre du major général Butler:
GEO. C. STRONG,
Assistant Adjutant-General and Chief of Staff,. »

## Les femmes dans la Confédération
Avec beaucoup d'hommes loin de leur foyer  combattant pour la Confédération, les femmes sacrifient les « commodités physiques et le confort... pour ce qui était considéré comme une sainte cause » en devenant les lignes de front de la guerre morale. Elles inspirent des troupes et maintiennent le moral en conservant « une foi aveugle dans les soldats et une foi mystique dans la Providence » qu'elles expriment par des lettres de soldats et de journaux intimes. Pour ajouter à leur fardeau, les femmes doivent comprendre comment subvenir à leurs besoins sans les hommes pour leur fournir. Beaucoup de femmes « descendent de leurs sphères » pour assumer des fonctions et des rôles qui étaient presque toujours occupés par des hommes. Les femmes deviennent gestionnaires de ferme ou de plantation ou recherchent un emploi hors de chez elles afin de subvenir à elles-mêmes et à leurs familles. Cette situation est observée à travers non seulement des correspondances et des journaux intimes, mais par des manifestations connues comme les émeutes du pain. L'émeute du pain de Richmond se produit le 2 avril 1863. Les femmes sont en difficulté en raison de la pénurie alimentaire, de l'échec des efforts de secours, et de la lutte générale de l'indépendance dans un monde basé sur le paternalisme et de la bienveillance. Les femmes de Richmond pillent des magasins sur Cary Street et Main Street, seulement interrompues par le président Confédéré Jefferson Davis qui leur permet de conserver les biens qu'elles ont volé dans les magasins. D'ici à la fin de la guerre, les femmes confédérées ont fait des sacrifices qui sont comparés à une « stricte résolution et l'abnégation de Rome et de Sparte ». Elles se sont volontairement privés elles-mêmes de choses comme la nourriture et des vêtements pour aider les troupes qui souffrent. En 1864, Augusta Jane Evans publie un roman intitulé Macaria; or, Alters of Sacrifice dans lequel elle décrit une femme qui a découvert son utilité au sein de la cause confédérée, en la comparant à la femme « qui s'est elle-même sacrifiée sur l'autel des dieux pour sauver Athènes en temps de guerre ». Pour beaucoup de femmes confédérées blanches, la Confédération est leur Athènes pour laquelle elles feraient tous les sacrifices.
Ce sacrifice extrême fait par les femmes blanches confédérées est l'un des principes de la mémoire de la cause perdue de la guerre de Sécession. Les femmes sont admirées pour leurs sacrifices et identifiées pour leur rôle important dans une société dominée par le paternalisme et la structure de pouvoir patriarcal.

## Contrôle de l'Union de La Nouvelle-Orléans
Le major-général Benjamin F. Butler occupe la ville de La Nouvelle-Orléans, le 1er mai 1862. Les résidents de La Nouvelle-Orléans, en particulier les femmes, n'apprécient pas la nomination de Butler en tant que général militaire. Les troupes de Butler font face « à toutes sortes d'insultes symboliques tant verbalement que physiquement » de la part des femmes, y compris un évitement physique évident comme de traverser la rue ou de sortir d'un tramway pour éviter un soldat de l'Union, de cracher dessus et de renverser des pots de chambre sur eux. Les troupes fédérales sont offensées par ce traitement, et après deux semaines d'occupation, le général Butler en a assez. Il publie son ordre général n° 28, qui donne l'ordre aux soldats de l'Union de traiter n'importe quelle femme qui offense un soldat « comme une femme de la ville, exerçant son activité professionnelle ».

## Réactions
L'ordre est très médiatisé et très critiqué à la fois dans le pays et à l'étranger. Butler devient connu comme « la bête ». La Chambre des lords britannique l'appelle l'une « plus odieuses proclamations » et le considère comme « l'une des insultes les plus grossières, les plus brutales et les plus indignes d'un homme faites à toutes les femmes de La Nouvelle-Orléans ». Le comte de Carnarvon proclame que l'emprisonnement des femmes est une « tyrannie plus intolérable que n'importe quel pays civilisé, de nos jours, est susceptible de faire ». Le Saturday Review critique l'ordre du général Butler, l'accusant de « satisfaire sa propre vengeance » et l'assimilant à un dictateur non civilisé :
S'il avait possédé un honorable sentiment, qui est généralement associé à la profession de soldat, il n'aurait pas fait la guerre aux femmes. S'il avait même été doué de la magnanimité ordinaire d'un indien rouge, sa vengeance aurait déjà été rassasiée. Il fallait non seulement la nature d'un sauvage, mais d'un sauvage très méchant et pitoyable, pour être indigné d'un sourire d'une femme pour infliger un emprisonnement aussi dégradant que celui qui semble constituer sa punition favorite, et accompagné de privations si cruelles... Il est dommage qu'un barbare si parfait ait pu s'emparer d'un nom anglo-saxon.
Les femmes du sud sont très choquées par l'ordre. Catherine Ann Devereux Edmonston, épouse du propriétaire de plantation de Caroline du Nord, Patrick Muir Edmonston, exprime un choc horrifié dans son journal. Elle se réfère à lui comme une « barbarie de sang froid » et exprime un mépris extrême pour non seulement le général Butler, mais aussi pour les nordistes dans son ensemble : « Nous ne pourront plus avoir aucun rapport avec vous, la race puritaine, fourbe ». Edmonston va même jusqu'à blâmer la femme du général Butler pour la création de l'ordre en tant que spectacle de sa « férocité contre les vraies dames de La Nouvelle-Orléans » après qu'elle a été rejetée de la société de La Nouvelle-Orléans. Clara Salomon, une jeune femme juive de 17 ans de La Nouvelle-Orléans exprime des sentiments similaires. Elle trouve l'ordre inutile et offensant, demandant « ce que pourrait faire d'autre une femme que des railleries » aux soldats de l'Union. John T. Monroe, le maire de La Nouvelle-Orléans, proteste contre l'ordre de la femme en refusant d'adopter l'ordre et est rapidement emprisonné dans le fort Jackson.
Le général Butler écrit lui-même une lettre défendant ses actions à La Nouvelle-Orléans, prétendant que « le diable était entré dans le cœur des femmes de [La Nouvelle-Orléans]... pour attiser le conflit » et affirme faussement que l'ordre a été très efficace. Il dit que la meilleure manière de traiter avec une femme qui doit être traitée comme une femme de la ville, est de l'ignorer. Toutefois, certains pensent que le vocabulaire de l'ordre est trop ambigu, et craignent que les troupes de l'Union traitent les femmes de La Nouvelle-Orléans comme des prostituées en ce qui concerne la sollicitation de relation sexuelle et peut-être même de viol.

## Eugenia Levy Phillips
Eugenia Levy Phillips est une femme qui a été emprisonnée en vertu de l'ordre de la femme. Phillips est une bonne amie de la famille de Clara Salomon, qui a manifesté un grand choc lors de son emprisonnement pour « avoir ri et s'être moquée des » restes du lieutenant de l'Union George Coleman De Kay, Jr lors de son cortège funèbre. Catherine Edmonston sympathise avec Phillips et l'« erreur odieuse » et l'« affront horrible » lui sont reprochés. Elle est emprisonnée sur Ship Island, où elle est « emprisonnée ; avec un serviteur ; des rations des soldats; & sans communication ». Son traitement dur comme prisonnière la transforme en martyre au lieu d'un exemple du pouvoir de Butler. Après la guerre, Phillips proteste contre la façon dont elle a été dépeinte comme une espionne, nommant les accusations de « honteuses » et les condamnant.

## Conséquences
Le général Butler affirme que l'ordre est efficace en ce qu'il freine les femmes de La Nouvelle-Orléans, mais qu'il n'est que partiellement correct. Les femmes dans La Nouvelle-Orléans présentent encore une réalité politique et un menace militaire à l'imposante armée de l'Union, malgré le fait que seulement un petit nombre de femmes continuent d'être actives sur le plan politique, après l'ordre et l'arrestation d'Eugenia Levy Phillips.
Le général Butler est relevé de son commandement de La Nouvelle-Orléans le 16 décembre 1862. L'attention internationale recueillie par l'ordre contribue grandement à son retrait de La Nouvelle-Orléans, comme ses menaces visant les consuls étrangers.